# 花森ぴんく
花森 ぴんく（はなもり ぴんく、1977年11月5日 - ）は、日本の漫画家。静岡県出身。星座はさそり座、血液型はAB型。

## 来歴
2000年、第31回なかよし新人まんが賞準入選（畑 恵子名義）の「ミス・ダイエッター☆ヒロイン」が、『なかよし増刊はるやすみランド』（『なかよし』4月号増刊、講談社）に掲載されデビュー。以後、『なかよし』とその増刊枠で作品を発表し続けた。
2014年4月から同年9月まで『ぷっちぐみ』（小学館）において、『マジカルヘアチェン みゆ☆美結』を連載、2016年1月から同年3月までニンテンドー3DS用ソフト『ドリームガールプルミエ』のタイアップ漫画を連載、2019年4月から2020年2月まで『おえかき☆ぱすてる』を連載した。
『りぼん』にて小学生まんが大賞「m☆m」。2000年の『りぼん』の秋号で作品が掲載されていた。
さらに、こげどんぼ*が主宰した東日本大震災チャリティ同人誌「pray for Japan」に『マーメイドメロディー ぴちぴちピッチ』の主人公七海るちあと『サファイア リボンの騎士』の主人公サファイアが描かれたイラストを寄稿した。
姉は王朝物語文学研究家で、舞鶴工業高等専門学校准教授を務める畑恵里子。

## 作品リスト
- マーメイドメロディー ぴちぴちピッチ（シナリオ：横手美智子、『なかよし』）
  - マーメイドメロディー ぴちぴちピッチ aqua（『なかよし』[8]）
- ミス・ダイエッター★ヒロイン（デビュー作）
- m☆m（2000年の秋の増刊のりぼんで小学生まんが発表[要文献特定詳細情報]）
- ヌードになって
- 月光女神-ムーンライトゴッデス-ディアナ
- チェリー♥ブロッサム
- ゆめゆめ☆ゆうゆう
- ひ・み・つのダーリン♥
- フィアンセはモンスター!?
- サファイア リボンの騎士（原作：手塚治虫、シナリオ：高橋ナツコ）
- 星の-W-王子さま（前後篇で『なかよしラブリー』にて掲載された）
- 約束（コミック「地獄少女 閻魔あいセレクション激コワストーリー絶」にて収録）
- マジカルヘアチェン みゆ☆美結（小学館『ぷっちぐみ』）
- ドリームガールプルミエ（小学館『ぷっちぐみ』）
- おえかき☆ぱすてる（小学館『ぷっちぐみ』）
- キャッチ!ティニピン〜まいにちが変身day〜（小学館『ぷっちぐみ』）